# Carex satakeana
Carex satakeana är en halvgräsart som beskrevs av Tetsuo Michael Koyama. Carex satakeana ingår i släktet starrar, och familjen halvgräs. Inga underarter finns listade i Catalogue of Life.